# Postplatyptilia genisei
Postplatyptilia genisei là một loài bướm đêm thuộc họ Pterophoridae. Nó được tìm thấy ở Argentina.
Sải cánh dài 19–21 mm. Con trưởng thành bay vào tháng 12, tháng 1, tháng 3 và tháng 5.